# پگرام (آیداهو)
پگرام (به انگلیسی: Pegram) یک منطقهٔ مسکونی در ایالات متحده آمریکا است که در شهرستان آبشار لیک، آیداهو واقع شده‌است. پگرام ۱٬۸۳۸٫۸۸ متر بالاتر از سطح دریا واقع شده‌است.